# Zamoskvoretskaja-lijn
De Zamoskvoretskaja-lijn (voorheen: Gorkovsko-Zamoskvoretskaja) (lijn 2) is een metrolijn van de Metro van Moskou geopend in 1938. De lijn telt 24 stations en heeft een lengte van 42,8 kilometer. Gemiddeld duurt een rit over de hele lijn 55 minuten, de treinen hebben een gemiddeld snelheid van 42 kilometer per uur. Net als andere lijnen heeft deze metrolijn rijkelijk versierde stations. De lijn is chronologisch de derde lijn van het Moskouse metronet.

## Geschiedenis

### Naar het vliegveld
Het eerste stuk werd gebouwd tussen 1935 en 1938 als onderdeel van de tweede fase van de metrobouw. Door deze lijn kwam een verbinding tot stand tussen het vliegveld, dat destijds bij station Aeroport lag, en de binnenstad. Het noordelijke eindpunt lag iets ten noorden van het vliegveld bij Sokol, waar ook het depot van lijn 2 werd gesitueerd. In het centrum was station Plosjtsjad Sverdlova het eindpunt, waar kon worden overgestapt op de andere metrolijnen. Het tracé volgt grofweg de oude weg van het Rode Plein naar Tver. Station Tverskaja onder de gelijknamige buurt was in 1934 wel in de plannen opgenomen maar is toen niet meteen gebouwd.

### Zamoskvoretsje
Het definitieve traject ten zuiden van de Moskva ligt iets ten oosten van het geplande tracé dat later als het zuidelijke deel van lijn 9 alsnog gebouwd is. De lijn loopt onder het Rode Plein en ten zuiden van de Moskva onder de buurt Zamoskvoretsje, waar ze ook haar naam aan dankt. De verlenging naar het zuiden was al gestart toen de Tweede Wereldoorlog uitbrak. De tunnel van de eerste verlenging naar Zavod im Stalin kwam in 1942 gereed en op 1 januari 1943 werd de lijn geopend, al werden de twee nieuwe stations in het centrum pas op 20 november 1943 in gebruik genomen.

### Post Stalinistische periode
Verlenging ten noorden van Sokol volgde in 1964 en in 1969 werd de lijn aan de zuidkant via een brug over de Moskva verlengd met 4 stations. Twee van deze stations maken deel uit van de geplande buitenringlijn (lijn 11) maar hebben tot de verdere verlenging naar het zuiden in 1984 meegedraaid met lijn 2. Het overstappunt Kasjirskaja kent vier sporen met twee perrons waar tussen de lijnen 2 en 11 kan worden overgestapt. In 1979 is het station Tverskaja alsnog gebouwd om een overstap op de, inmiddels gebouwde, lijnen 7 en 9 mogelijk te maken. In 1985 volgde een verdere verlenging naar het zuiden.

### 21e eeuw
In 2012 werd het huidige zuidelijke eindpunt geopend. Het enige bovengrondse station van de lijn is Tekhnopark, tussen Avtozavodskaja en de brug over de Moskva, dat op 28 december 2015 werd geopend. In 2014 is gestart met een verlenging naar het noorden waarbij aanvankelijk twee stations zouden worden toegevoegd. Het gemeentebestuur schrapte echter in de loop van 2014 station Belomorskaja. Na protesten uit de buurt kwam ze hier van terug, hierdoor kon de verlenging niet in december 2016 maar pas op 31 december 2017 worden geopend. Om de treindienst te kunnen starten moest de ruwbouw van Belomorskaja eerst gereed zijn en de aanbesteding voor de bouw was pas in 2017 rond. Tijdens de afwerking van Belomorskaja werd tussen Retsjnoj Vokzal en Chovrino zonder tussenstop gereden. Het station Belomorskaja is op 20 december 2018 als 223e Moskouse metrostation geopend.

## Stations
| Station            | Overstappunt                             | Foto | Geopend     | Nr. | Opmerkingen |
| ------------------ | ---------------------------------------- | ---- | ----------- | --- | --- |
| Chovrino           |                                          |      | 31 dec 2017 | 207 | |
| Belomorskaja       |                                          |      | 20 dec 2018 | 223 | |
| Retsjnoj Vokzal    |                                          |      | 31 dec 1964 | 041 | |
| Vodny Stadion      |                                          |      | 31 dec 1964 | 040 | |
| Vojkovskaja        | (Baltiejskaja) (Stresjnevo) (Stresjnevo) |      | 31 dec 1964 | 039 | |
| Sokol              |                                          |      | 11 dec 1938 | 038 | |
| Aeroport           |                                          |      | 11 dec 1938 | 037 | |
| Dinamo             | (Petrovski Park)                         |      | 11 dec 1938 | 036 | |
| Beloroesskaja      | BKV vonat symbol                         |      | 11 dec 1938 | 035 | |
| Majakovskaja       |                                          |      | 11 dec 1938 | 034 | Dit station is op de Wereldtentoonstelling van 1939 bekroond met de Grand prix                                                                 |
| Tverskaja          | (Poesjkinskaja) (Tsjechovskaja)          |      | 20 jul 1979 | 033 | Dit station was opgenomen in het oorspronkelijke metroplan uit 1932 maar pas in 1979 ingevoegd als overstappunt voor de nieuwere lijnen 7 en 9 |
| Teatralnaja        | (Ochotny Rjad) (Plosjtsjad Revoljoetsi)  |      | 11 dec 1938 | 032 | Geopend als Plosjtsjad Sverdlova, in 1990 omgedoopt in Teatralnaja naar het bovengelegen plein met het Bolshoi theater.                        |
| Novokoeznetskaja   | (Tretjakovskaja) (Tretjakovskaja)        |      | 20 nov 1943 | 031 | |
| Paveletskaja       | BKV vonat symbol                         |      | 20 nov 1943 | 030 | |
| Avtozavodskaja     |                                          |      | 1 jan 1943  | 029 | Geopend als Zavod imeni Stalin (Stalinfabriek), op 5 juli 1956 omgedoopt in Avtozavodskaja (Autofabriek)                                       |
| Technopark         |                                          |      | 28 dec 2015 | 198 | |
| Kolomenskaja       |                                          |      | 11 aug 1969 | 028 | |
| Kasjirskaja        |                                          |      | 11 aug 1969 | 025 | |
| Kantemirovskaja    |                                          |      | 28 mrt 1984 | 024 | |
| Tsaritsyno         |                                          |      | 28 mrt 1984 | 023 | |
| Orechovo           |                                          |      | 28 mrt 1984 | 022 | |
| Domodedovskaja     |                                          |      | 6 sep 1985  | 021 | |
| Krasnogvardejskaja | (Zjablikovo)                             |      | 6 sep 1985  | 020 | |
| Alma-Atinskaja     |                                          |      | 24 dec 2012 |     | |